# Romaniwka (hromada Kwitnewe)
Romaniwka (ukr. Романівка, hist. pol. Romanówka) – wieś na Ukrainie, w obwodzie żytomierskim, w rejonie żytomierskim, w hromadzie Kwitnewe. W 2001 liczyła 719 mieszkańców, spośród których 712 wskazało jako ojczysty język ukraiński, a 7 rosyjski.

## Urodzeni
- Łeonid Stupnyckyj